# ۶۴۲ (میلادی)
۶۴۲ (میلادی) ششصد و چهل و دومین سال تقویم میلادی است.

## رویدادها
کودتای مکریجی توسط یونگه سومون در اکتبر ۶۴۲ میلادی.

## درگذشتگان
خالد بن ولید‎